# Paul Glynn
Pour les articles homonymes, voir Glynn.
Paul Glynn (né en 1928 à Lismore, Nouvelle-Galles du Sud, Australie) est un prêtre missionnaire mariste et écrivain australien. Il est l'auteur de plusieurs livres dont The Song of Nagasaki (1988) et The Smile of the Ragpicker (1992), qui ont connu un grand succès et ont été traduits en plusieurs langues. Il a consacré sa vie à la réconciliation et à l'amitié entre l'Australie et le Japon, les deux anciens ennemis de la Seconde Guerre mondiale.

## Biographie
Paul Glynn est un prêtre missionnaire mariste originaire d'Australie. Il a vécu plus de vingt ans au Japon, dont il a appris la langue et la culture par le biais de textes bouddhistes. Il y a écrit A Song for Nagasaki (titre en français : Requiem pour Nagasaki), œuvre relatant la vie de Takashi Nagai, médecin spécialisé en radiologie, converti au catholicisme, survivant du bombardement atomique de Nagasaki et écrivain japonais), ouvrage préfacé par Shūsaku Endō, puis, en collaboration avec Tōru Matsui, The Smile of a Ragpicker (titre en français : Le Sourire de Satoko-san, une jeune femme chez les chiffonniers).
Prêtre depuis 1953, le père Paul Glynn a été inspiré par l'exemple du père Lionel Marsden, un ancien prisonnier de guerre des Japonais sur le chantier de la Voie ferrée de la mort en Birmanie et initiateur par la suite de la réconciliation avec les habitants du Japon. Paul a secondé son frère, Tony Glynn, autre initiateur et promoteur de cette réconciliation, dont il raconte la vie dans Like a Samurai: The Tony Glynn Story. Il est à l'origine du premier jumelage d'une ville australienne (Lismore, en Nouvelle-Galles du Sud) et d'une ville japonaise (Yamatotakada, dans la préfecture de Nara) il y a un demi-siècle. Il s'est vu remettre l'ordre du Soleil levant par le gouvernement japonais ainsi que la médaille de l'ordre d'Australie par le gouvernement australien en récompense de ses efforts en faveur de la réconciliation entre les deux anciens ennemis.
En 2011, il participe aux actions de solidarité de la communauté catholique japonaise en Australie qu'il préside, en faveur des victimes de l'accident nucléaire de Fukushima.

## Publications
- Requiem pour Nagasaki - Biographie de Takashi Nagai, le « Gandhi japonais », Nouvelle Cité, 1995,  (ISBN 2853132676)
- Le Sourire de Satoko-san, une jeune femme chez les chiffonniers, Mediaspaul, 2011,  (ISBN 2712211847)
- (en) Paul Glynn, A Song for Nagasaki: The Story of Takashi Nagai: Scientist, Convert, and Survivor of the Atomic Bomb, préface Shūsaku Endō, Ignatius Press, 2009, 267 p.  (ISBN 158617343X et 9781586173432) (1re édition : Hunters Hill, New South Wales, Catholic Book Club, 1988) ; (fr) Requiem pour Nagasaki, Nouvelle Cité, Montrouge, 1994  (ISBN 2-85313-267-6) (traduction du précédent) ; (it) Un canto per Nagasaki, Little Red Apple Publishing, 1996, 169 pages  (ISBN 1875329099 et 9781875329090) (idem) ; (es) Requiem por Nagasaki, Co-labora Consulting Estrategico  (ISBN 8460584372 et 9788460584377) ; (id) Paul Glynn, Gregor Neonbasu, Sebuah lagu untuk Nagasaki, Yayasan Mawar Sejati (Australia), 1999, 181 p.
- (en) Paul Glynn, Tōru Matsui, The smile of a ragpicker, 2nd edition, Marist Fathers Books, 1992, 196 p.  (ISBN 0949807826 et 9780949807823) ; (fr) Le sourire de Satoko-San, une jeune femme chez les chiffonniers (ou Le sourire de Satoko-San, la sœur des chiffonniers, Collection « Racines », Étouvans, Espace et Documents, 1996, 240 p. (traduction du précédent)
- (en) Paul Glynn, Healing Fire from Frozen Earth: Lourdes and the Third Millennium, Marist Fathers Books, 2002, 195 p.  (ISBN 0958184402 et 9780958184403)
- (en) Paul Glynn, Healing Fire of Christ: Reflections on Modern Miracles -- Knock, Lourdes, Fatima, Ignatius Press, 2003, 260 p.  (ISBN 0898708273 et 9780898708271)
- (en) Paul Glynn, Like a Samurai: The Tony Glynn Story, Marist Fathers Books, 2008, 185 p.  (ISBN 0958184429 et 9780958184427)
- (en) Paul Glynn, Psalms: Songs for the Way Home, E.J. Dwyer, 1997,  (ISBN 0855743662 et 9780855743666)
- (en) Paul Glynn, Hearers of silent music, Catholic Book Club of Australia,  (ISBN 0731642651 et 9780731642656)
- (en) Paul Glynn, Thank you Brother Fire, Catholic Book Club, 1984,  (ISBN 0959045104 et 9780959045109)
- (en) Paul Glynn, The Wayside Stream: About Reconciliation in Families, Communities and Between, Marist Fathers Books, 2003,  (ISBN 0958184410 et 9780958184410)